# Nacional (supermercado)

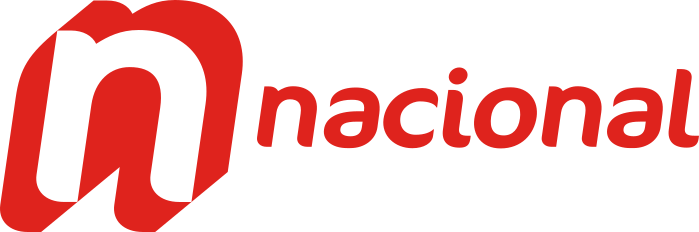
Logotipo atual da rede de supermercados

O Nacional é uma rede de supermercados com sede em Esteio, operando filiais em várias cidades dos estados do sul do Brasil, além de possuir um centro de distribuição na cidade gaúcha. Contando com 53 lojas, a rede é a maior localizada em solo sul-rio-grandense. Sua administração pertenceu ao grupo Walmart, que em 2018 teve a maioria de sua operação brasileira adquirida pelo fundo norte-americano Advent International.
Atualmente é operado pelo Grupo Carrefour Brasil, após a compra do Grupo BIG em 2022.

## Histórico
Teodoro Pedrotti e os irmãos Edvino e Irineu Zagonel saíram do interior de Garibaldi, na serra gaúcha, para fundar, em 1969, o Armazém e Atacado Nacional de Secos e Molhados. O negócio funcionava na avenida Presidente Vargas, 888, onde depois funcionou o Big e o Carrefour. Em 1973, abriram o primeiro supermercado, em Sapucaia do Sul, com 400m², dois caixas e sistema de autosserviço. Mais duas filiais foram inauguradas na cidade em 1975, além de um atacado de cereais em Canoas.
Neri Dal Pozzo entrou como sócio em 1983. Na década de 1990, o Nacional começou uma grande expansão adquirindo pequenas redes de supermercado como a Zottis (em 1997), a Dosul (em 1995) e a Dinosul. A rede foi adquirida pela portuguesa Sonae em 1999 (com isto, os supermercados Real foram convertidos para a sua marca). Na época, já era a maior rede do Rio Grande do Sul. No final de 2005, o Nacional passou a ser administrado pelo grupo Walmart.
Em meados de 2008 a rede entrou no estado de Santa Catarina, inaugurando suas lojas nas cidades de Florianópolis e Tubarão. A ideia era que a marca substituísse a bandeira Hipermercado Big em todo o solo catarinense. No final de 2013 a loja Nacional de Tubarão fechou com algumas unidades de supermercados administrados pelo Walmart, sendo que no local abriu uma loja de departamentos.

### Futuro da bandeira
Como parte de um processo geral de reestruturação das suas bandeiras supermercadistas, em outubro de 2017 o Walmart anunciou que elas (Nacional, Mercadorama e Bompreço) seriam convertidas para Walmart Supermercados, sendo este um processo cuja projeção de finalização esteve estabelecida para o ano de 2021.

### Aquisição pelo Advent International
Em junho de 2018, foi aprovada a aquisição de 80% das ações do Walmart Brasil pelo fundo norte-americano Advent International, Com isso, as ações de reestruturação então em andamento entraram em estudo de nova análise na época, no qual o novo mandatário designou as novas ações, o que acabou originando o Grupo BIG, que operou essa bandeira até 2022.

### Aquisição pelo Carrefour
Em 24 de março de 2021 foi anunciada a aquisição das operações do Grupo BIG pelo Grupo Carrefour Brasil, no valor de R$ 7,5 bilhões de reais. Logo após a aquisição, a bandeira de supermercado paranaense Mercadorama foi descontinuada e suas lojas foram incorporadas ao Nacional. Em 6 de junho de 2022 a operação foi concluída, e o Carrefour passou a administrar integralmente o Nacional, assim como outras bandeiras antes pertencentes ao Grupo BIG.